# ۱۲ مهر
۱۲ مهر صد و نود و هشتمین روز سال در گاه‌شماری خورشیدی است. به پایان سال، ۱۶۷ روز و در سال کبیسه، ۱۶۸ روز، به پایان سال باقی‌مانده است.

## رویدادها
- ۱۳۶۱ - تصویب قطعنامه ۵۲۲
- ۱۳۷۶ - حادثه ۱۲ مهر ۱۳۷۶ فروند نورثروپ اف-۵
- ۱۳۹۱ - اعتراضات ۱۳۹۱ بازار تهران

## زادروزها
- ۱۲۷۴ - باستر کیتون، بازیگر و کارگردان آمریکایی.
- ۱۳۰۶ - سید محمدجواد شرافت، سیاستمدار و مشاور محمدعلی رجایی.
- ۱۳۷۲ - شهره قمر، بازیگر.

## درگذشتگان
- ۱۳۶۹ - پوران، خواننده و بازیگر. (زادهٔ ۱۳۱۲)
- ۱۳۸۱ - احمد محمود، نویسنده. (زادهٔ ۱۳۱۰)
- ۱۳۸۴ - هومان فرزاد، دانشمند و مبتکر طرح متصل کردن دریای خزر به دریای عمان با نام ایران‌رود. (زادهٔ ۱۲۹۲)
- ۱۳۹۳ - غلام‌علی پورعطایی، نوازندهٔ دوتار. (زادهٔ ۱۳۲۶)
- ۱۳۹۴ - فتح‌الله بی‌نیاز، نویسنده. (زادهٔ ۱۳۲۷)
- ۱۳۹۶ - داوود احمدی‌نژاد، از نیروهای سابق اداره اطلاعات سپاه پاسداران انقلاب اسلامی و برادر محمود احمدی‌نژاد. (زادهٔ ۱۳۳۱)
- ۱۳۹۶ - حامد هاکان، خواننده، نوازنده و ترانه‌سرا. (زادهٔ ۱۳۶۲)
- ۱۴۰۰ - علی غلامرضایی آلمه‌جوقی، موسیقی‌دان و نوازندهٔ دوتار. (زادهٔ ۱۳۱۰)
- ۱۴۰۳ - جلیل شعبانی، تهیه‌کننده. (زادهٔ ۱۳۴۶)
- ۱۴۰۳ - هاشم صفی‌الدین، سیاستمدار لبنانی. (زادهٔ ۱۳۴۳)